# 캐런 더피

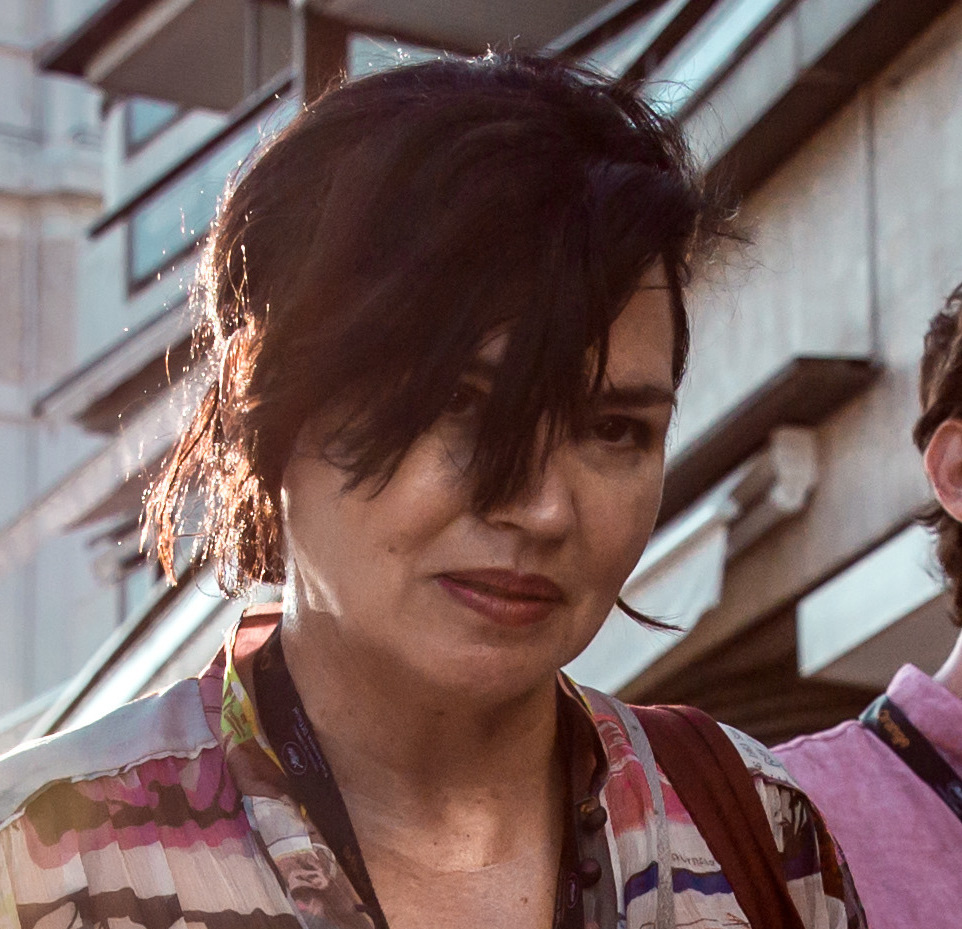

캐런 더피(Karen Duffy, 1962년 5월 23일 ~ )는 미국의 배우, 모델이다.
뉴욕에서 태어났다.

## 도서
- Model Patient: My Life as an Incurable Wise-Ass

## 영화
- 판타스틱 Mr. 폭스 (2009년) - 린다 오터 목소리 역
- 셀러브리티 (1998년)
- 풀스 파라다이스 (1997년)
- 메모리 런 (1995년)
- 백지 수표 (1994년)
- 청춘 스케치 (1994년)
- 덤 앤 더머 (1994년) - J.P. 쉐이 역
- 누가 왕초지? (1993년)
- 마지막 액션 히어로 (1993년) - 카메오 출연 역
- 아메리칸 코만도 (1991년)